# 百團大戰紀念館
百團大戰紀念館是位於中國山西省陽泉市的紀念館。於1995年落成。是為紀念百團大戰而建立的紀念館。1995年獲選為山西省愛國主義教育基地。
2010年曾作翻新。
百團大戰紀念館旁有百團大戰紀念碑。有原全国人大常委会委员长彭真、中國共產黨中央軍事委員會副主席徐向前的題詞。